# 韓祥
韩祥（？—？），號五雲，顺天府丰润县（今唐山市丰润区）籍，直隶定州人，明朝政治人物。

## 生平
崇祯九年（1636年）丙子科举人，十三年庚辰科进士，礼部观政，本年授山东曹州知州。清军下曹州，殉国死。